# Людмила Путина
Людмила Александровна Очеретни (родена Шкребнева) е бившата съпруга на Владимир Путин – 5-и и 9-и министър-председател и втори и четвърти президент на Русия.

## Биография
Людмила Шкребнева учи 2 години в технически институт за инженер, но се отказва. Изкарва курс за стюардеси, започва работа и обслужва вътрешни полети. През 1981 г. по време на почивка между полети в тогавашния Ленинград отива на концерт, където се запознава с Владимир Путин. Женят се през 1983 г.
Завършва Ленинградския университет със специалност Испанска филология през 1986 г. Майка е на 2 дъщери – Мария (1985) и Екатерина (1986); и двете са студентки в университета в Санкт Петербург, където са учили техните родители.
Путина е инициатор за създаването на Центъра за развитие на руския език. Владее немски, испански и френски език. Интересува се от театрално изкуство, музика, обича романи. Интересува се от тенис и зимни спортове. В публичното пространство изказва мнение относно руския език и образованието.

## Награди и звания
- Почетен гражданин на Калининград (4 юли 2007);
- Лауреат на премията „Якоб Грим“ (Германия, 2002) „за поддържане и продължаване на многовековните традиции на изучаване в Русия на немски език“;
- Почетен професор на Евразийския университет;
- Медал „Златен воин“ (Казахстан, 2005);
- Орден „Маслинова клонка“ от Ереванския славянски университет (Армения, 2002);
- Юбилеен медал „275 години Санктпетербургски университет“ (Санктпетербургски държавен университет, 2000)